# سكر المادة

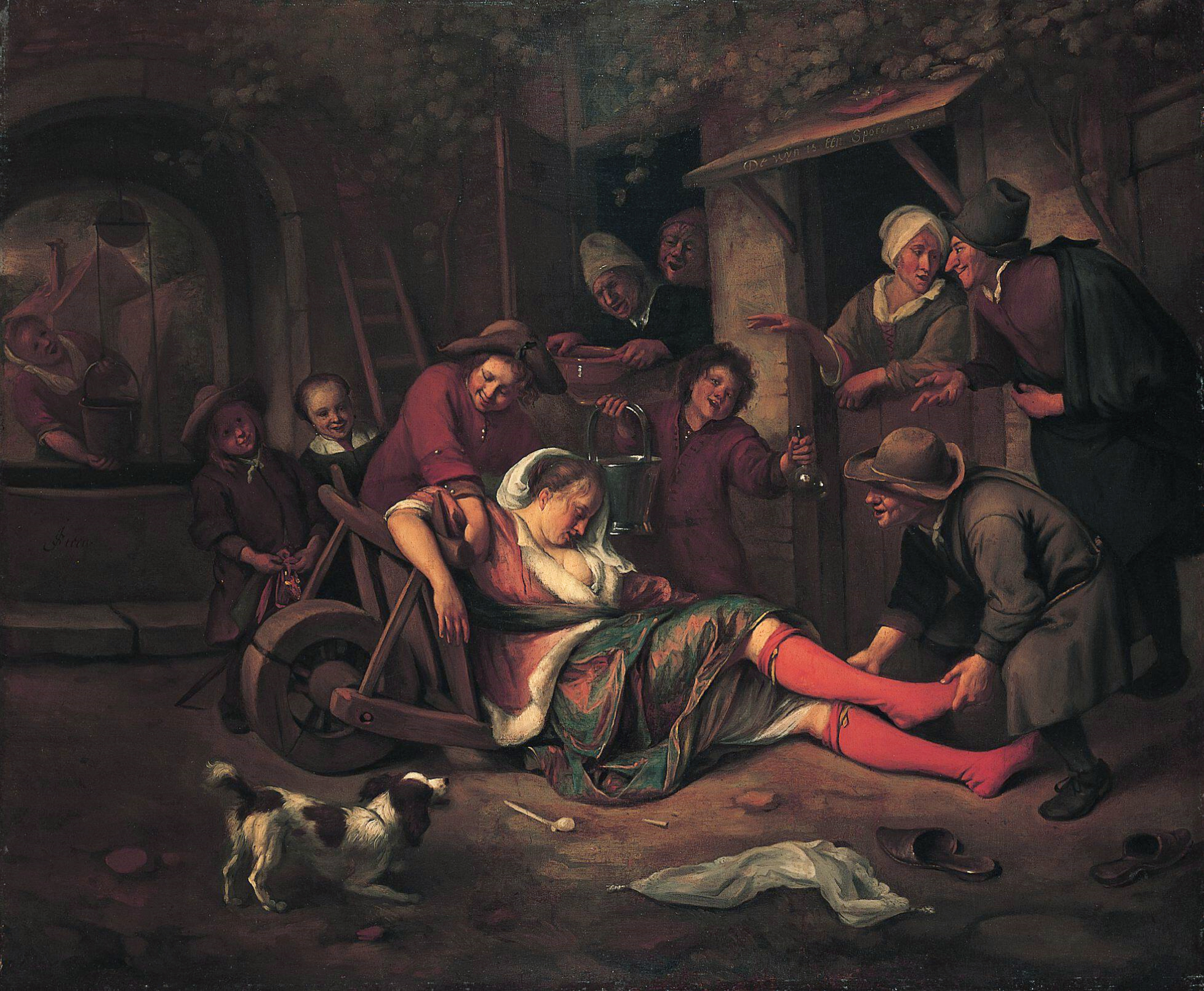
النبيذ مستهزء لوحة زيتية تظهر فيها امرأة في حالة سكر بسبب النبيذ.

السُكْر أو الثمالة بالمواد (بالإنجليزية: Substance intoxication)‏ هي حالة عابرة من تغير الوعي والسلوك مرتبطة بتعاطي المواد تتميز بالشعور بالنشوة. وهي حالة سوء تكيف معطلة لوظائف الدماغ لكنها قابلة للعكس. إذا كانت الأعراض حادة فيمكن استخدام المصطلح "هذيان السُكر بالمواد".
عادة ما يُصاحب السكر بالمواد اضطراب تعاطي المواد، في حالة وجود مشاكل مستمرة متعلقة بالمواد، فإن التشخيص المناسب في العادة هو اضطراب تعاطي المواد (SUD).
مصطلح "السكر أو الثمالة" يُشير عادة إلى الكحول.

## التصنيف

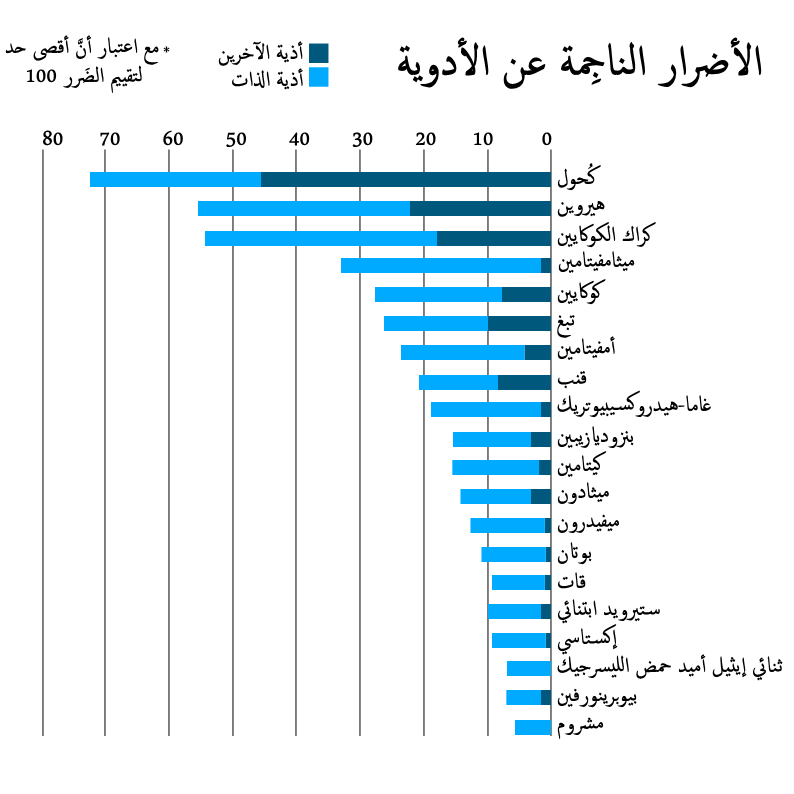
مخطط للضرر الذي تسببه العقاقير للمتعاطي ولغيره في المملكة المتحدة. بواسطة دراغساينس في 2010.

تُظهِر المراجعة العاشرة للتصنيف الدولي للأمراض النفسية والسلوكية بسبب تعاطي مواد نفسية المفعول (ICD-10):
- F10. الكحول
- F11. الأفيونيدات
- F12. القنبيدات
- F13. المهدئات والمنومات
- F14. الكوكايين
- F15. الكافيين
- F16. المهلوسات
- F17. التبغ
- F18. مذيبات متطايرة
- F19. تعاطي عدة عقاقير واتعاطي مواد أخرى نفسية المفعول.

### نشوة المخالطة
نشوة المخالطة هي ظاهرة تحدث لدى أفراد رصينين [الإنجليزية] حيث يشعرون بتأثير شبيه بتأثير تناول عقار بمجرد مخالطة شخص تحت تأثير عقار نفسي المفعول. بطريقة مماثلة لتأثير الغفل، يمكن أن تحدث نشوة المخالطة بسبب إشراط كلاسيكي وكذلك بواسطة الظروف المكانية والاجتماعية.
يُستخدم هذا المصطلح غالبا بشكل خاطئ لوصف النشوة التي تحدث عبر الاستنشاق السلبي للماريغوانا.

## التأثيرات المسكِّرة لمواد مختلفة
| المجموعة                    | المواد (اختيارية)                                                                                           | التأثيرات | الآلية |
| --------------------------- | --- | --- | --- |
| كحول                        | - إيثانول                                                                                                   | - إزالة التثبيط - زيادة في المشاعر - اضطراب التفكير - مخدر - الثقة المبالغة فيها                                               | - يحفز مستقبلات غابا - يثبط مستقبلات نمدا - يزيد من إنتاج الدوبامين والإندورفينات                                                                                                |
|                             | - نيكوتين                                                                                                   | - مثير للنشوة - مهدئ، مضاد للقلق - يُغير التصور والتجربة الشعورية - زيادة أداء الحركة النفسية - زيادة في أداء الذاكرة والانتباه | - يحفز مستقبلات الأستيل كولين النيكوتينية |
| الإنتاكتوجينات [الإنجليزية] | - مدا [الإنجليزية] - مدما - ميثيلون [الإنجليزية] - MDE [الإنجليزية] - MBDB [الإنجليزية]                     | - مثير للشمق (الابتهاج) - يعزز التواصل - إنتاكتوجين - إمباثوجين (مثير للتعاطف) - منشط                                          | - إفراز السيروتونين والنورإبنيفرين وبدرجة أقل الدوبامين. |
| المنبهات                    | - أمفيتامين - ميثامفيتامين - كوكايين - كراك - القات                                                         | - مثيرة للشمق (الابتهاج) - تعزز التواصل - منشطة - الثقة المفرطة (بشكل خاص الكراك، الكوكايين والميثامفيتامين)                   | - الأمفيتامين والميثامفيتامين: محاكيات الودي - الكوكايين والكراك: منع استرداد الدوبامين، نورإبنيفرين والسيروتونين.                                                               |
| المهلوسات                   | - قصعين الكهان - ثنائي إيثيل أميد حمض الليسرجيك (LSD) - مسكالين - سيلوسيبين                                 | - إنتاكتوجين - يغير التصور والتجربة الشعورية. - مثيرة للشمق (الابتهاج) - يمكن أن تسبب الحس المرافق والوهام                     | نواهض لمستقبل السيروتونين 5-HT2A (LSD ومسكالين وسيلوسيبين) - يعمل LSD كذلك كمستقبل للدوبامين - ناهض انتقائي للمستقبل الأفيونيدي κ، بلا تأثير على المستقبل 5-HT2A (قصعين الكهان). |
| المستنشقات                  | - نتريتات الألكيل [الإنجليزية] (البوبرات [الإنجليزية]، نتريت البنتيل) - أكسيد النيتروس (غاز الضحك) - مذيبات | - منشط جنسي ومسكن ألم (نتريتات الألكيل) - مسبب تفارق، استرخاء العضلات، وشعور قوي بالعافية (غاز الضحك)                          | - مانح لـلا (توضيح)، موسع وعائي قوي (نتريتات الألكيل) - تأثير على مستقبلات نمدا والأستيل كولين النيكوتينية (غاز الضحك)                                                           |
| الأفيونات والأفيونيدات      | - هيروين - مورفين - تيليدين                                                                                 | - مهدئ (مخدر)، مريح - مسكن للألم - مثير للشمق (الابتهاج)                                                                       | - نواهض لمستقبلات الأفيونيد |